# Serra de la Ninota
La Serra de la Ninota és una serra amb una elevació màxima de 410 metres, situada al municipi de la Pobla de Claramunt (Anoia), al nord de la riera de Carme i al sud del castell de Claramunt.